# Frank J. Mrvan

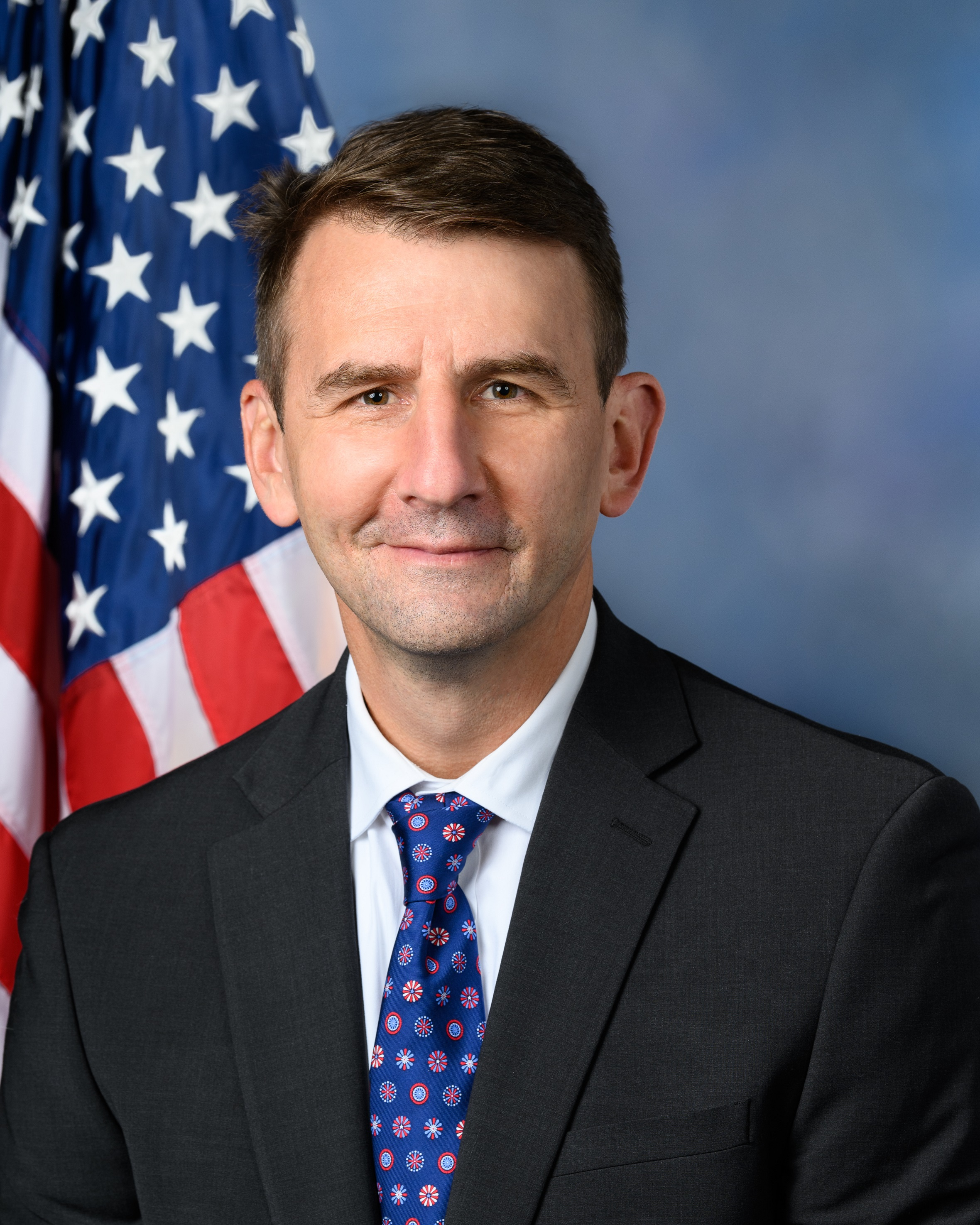
Frank J. Mrvan (2020)

Frank John Mrvan (* 16. April 1969 in Hammond, Lake County, Indiana) ist ein US-amerikanischer Politiker der Demokratischen Partei. Seit Januar 2021 vertritt er den ersten Distrikt des Bundesstaats Indiana im US-Repräsentantenhaus.

## Leben
Frank J. Mrvan ist der Sohn von Frank Ed Mrvan, der seit 1999 als Demokrat dem Senat von Indiana angehört. Er besuchte die Morton High School in Hammond (Indiana) und erwarb einen Bachelor-Abschluss in Journalistik an der Ball State University. Anschließend war er als Pharmazievertreter sowie als Hypothekenmakler tätig. Mrvan ist verheiratet mit seiner Highschool-Liebe Jane und Vater von zwei Töchtern.

## Politik
Im Jahr 2005 wurde Mrvan zum Township Trustee der North Township, einer Gebietskörperschaft mit rund 160.000 Einwohnern im äußersten Nordwesten Indianas an der Grenze zu Illinois, ernannt. Er hatte zuvor bereits drei Jahre lang dem örtlichen Parlament angehört. Der Trustee fungiert in den Townships von Indiana als eine Art administrativer Direktor.
Im Vorfeld der Kongresswahlen 2020 erklärte der seit 1985 amtierende demokratische Abgeordnete des ersten Distrikts von Indiana, Peter John Visclosky, nicht mehr antreten zu wollen. In dem stark urban geprägten Bezirk bewarben sich zwölf Frauen und Männer in der Primary um die demokratische Nominierung, darunter auch Frank Mrvan, der die Unterstützung des Abgeordneten Visclosky sowie der örtlichen Niederlassung der Gewerkschaft United Steelworkers erhielt. Mit der einfachen Mehrheit von 32,8 Prozent der Stimmen siegte er vor dem Bürgermeister von Hammond, Thomas McDermott, der 28,2 Prozent der Stimmen erhielt.
Bei der eigentlichen Wahl am 3. November 2020 setzte sich Mrvan mit einem Stimmenanteil von 60 Prozent gegen den Republikaner Mark Leyva durch. Er trat sein Amt in Washington, D.C. am 3. Januar 2021 an. Seine aktuelle Legislaturperiode im Repräsentantenhaus des 117. Kongresses läuft noch bis zum 3. Januar 2023.
Die Primary (Vorwahl) seiner Partei für die Wahlen 2022 am 3. Mai 2022 konnte er mit 86,4 % gegen Richard Fantin gewinnen. Er trat damit am 8. November 2022 gegen Jennifer-Ruth Green von der Republikanischen Partei, sowie den unabhängigen William Powers an. Er konnte die Wahl mit 52,8 % der Stimmen für sich entscheiden. In der folgenden Kongresswahl 2024 hatten weder er in der Vorwahl keinen Rivalen. In der Hauptwahl im November traf er auf den Republikaner Randy Niemeyer und setzte sich mit 53,5 % durch. Mrvan wird dadurch auch im bis zum 3. Januar 2027 Tage den Repräsentantenhaus des 119. Kongresses vertreten sein.

### Ausschüsse
Mrvan ist aktuell Mitglied in folgenden Ausschüssen des Repräsentantenhauses:
- Committee on Education and Labor
  - Civil Rights and Human Services
  - Health, Employment, Labor, and Pensions
- Committee on Veterans’ Affairs
  - Health
  - Technology Modernization (Vorsitz)

Außerdem ist er Mitglied in zwölf Caucuses.